# Baumberge (Berlin)

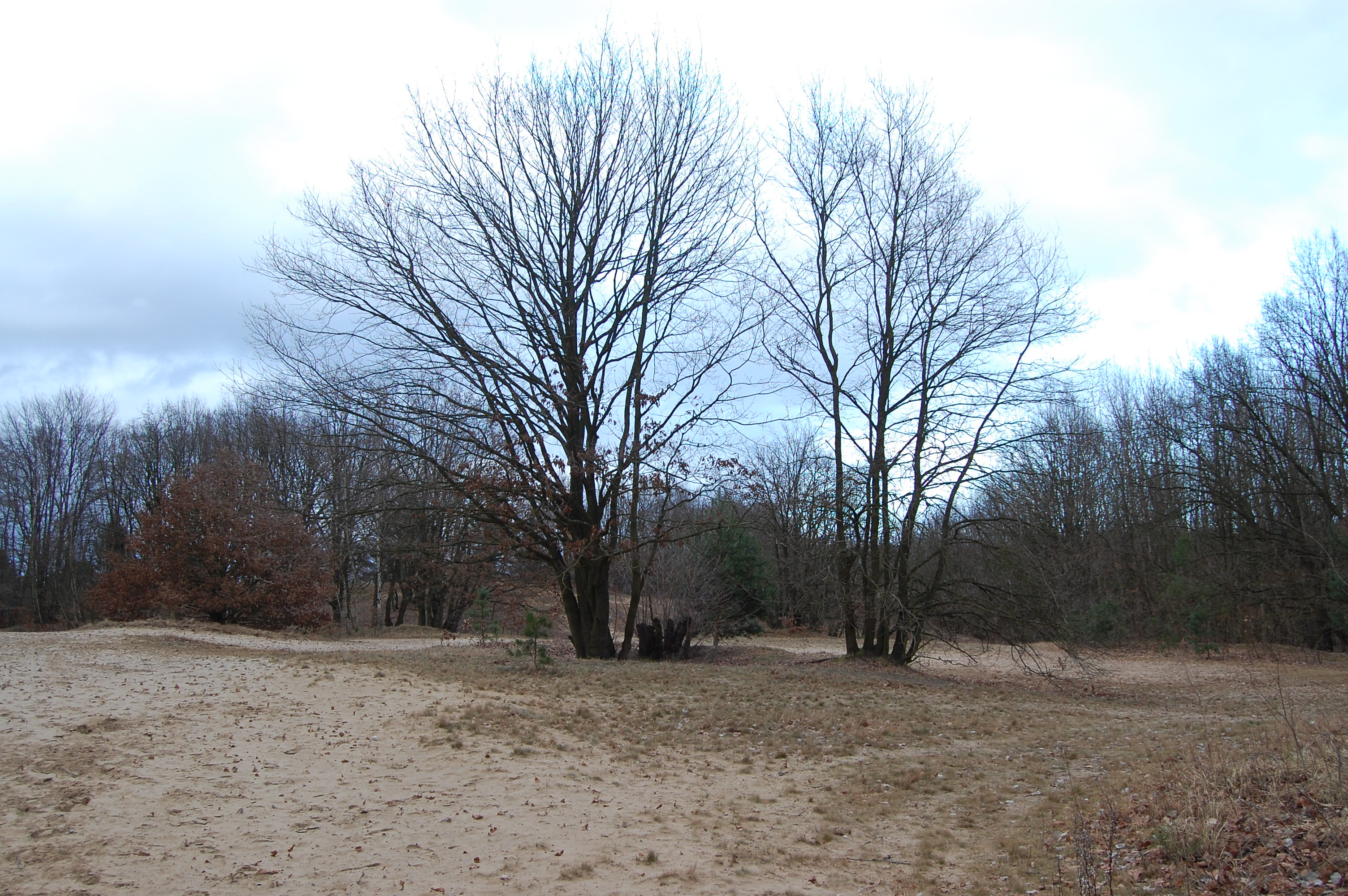
Baumberge, 2008

Die Baumberge (im Volksmund auch Baggerberge oder Sandberge) sind eine Binnendünenlandschaft im Landschaftsschutzgebiet Tegeler Forst im Berliner Ortsteil Heiligensee (Bezirk Reinickendorf). Wie andere Binnendünen wurden auch die Baumberge am Ende der Weichsel- beziehungsweise Würm-Kaltzeit, also vor etwas mehr als 10.000 Jahren, aufgeweht. 
Das Gebiet umfasst eine Fläche von 46,95 Hektar und ist als Schutzgebiet der europäischen Fauna-Flora-Habitat-Richtlinie und Bestandteil des länderübergreifenden Schutzgebietssystems Natura 2000 geschützt. Ausschlaggebend hierfür sind die offenen Dünenbereiche und Trockenrasengesellschaften, die als pflanzengeografisch wertvoll und besonders schützenswert betrachtet werden. Neben den Trockenrasenflächen umfasst das Gebiet wärmeliebende Gebüsch- und Vorwaldgesellschaften sowie Pflanzengesellschaften feuchter bis nasser Gebiete am Lingenpfuhl im Südwestteil der Baumberge.

## Geografie

### Lage

Lage und Ausdehnung der Baumberge

Die Baumberge sind mit rund 47 Hektar Gesamtfläche ein Teil eines Flugsandgebietes am Nordrand des Berliner Urstromtals, das sich zwischen dem Tegeler und dem Spandauer Forst erstreckt. Das Gesamtgebiet wird von der Havel zerschnitten, die hier die Grundmoränenplatten des Barnim im Osten vom Ländchen Glien im Westen trennt. Das Gesamtgebiet wird der Naturraumeinheit Mecklenburgisch-brandenburgisches Platten- und Hügelland zugeordnet.
Sie liegen damit im südlichen Teil des Landschaftsschutzgebiets Tegeler Forst (LSG 2b: Tegeler Forst, südlicher Teil) im Berliner Ortsteil Heiligensee am nordwestlichen Stadtrand von Berlin. Im Norden wird das Gebiet durch den Elchdamm abgeschlossen, nördlich von diesem liegen mehrere Einfamilienhaussiedlungen, darunter der Kleingartenanlage „Waldessaum“, sowie eine größere Agrarfläche. Nördlich der Kleingartenanlage liegt noch der als Naturdenkmal ausgezeichnete Bumpfuhl. 
Vom Elchdamm reicht eine kurze Stichstraße in die Baumberge hinein und verbindet das im Naturschutzgebiet liegende Schullandheim mit der Straße. Die östliche und südliche Begrenzung der Baumberge stellt der Waldbereich des Tegeler Forstes dar, im Westen liegt zudem ein Fußballplatz an der Grenze des Naturschutzgebiets.

### Dünenentstehung im Berliner Urstromtal

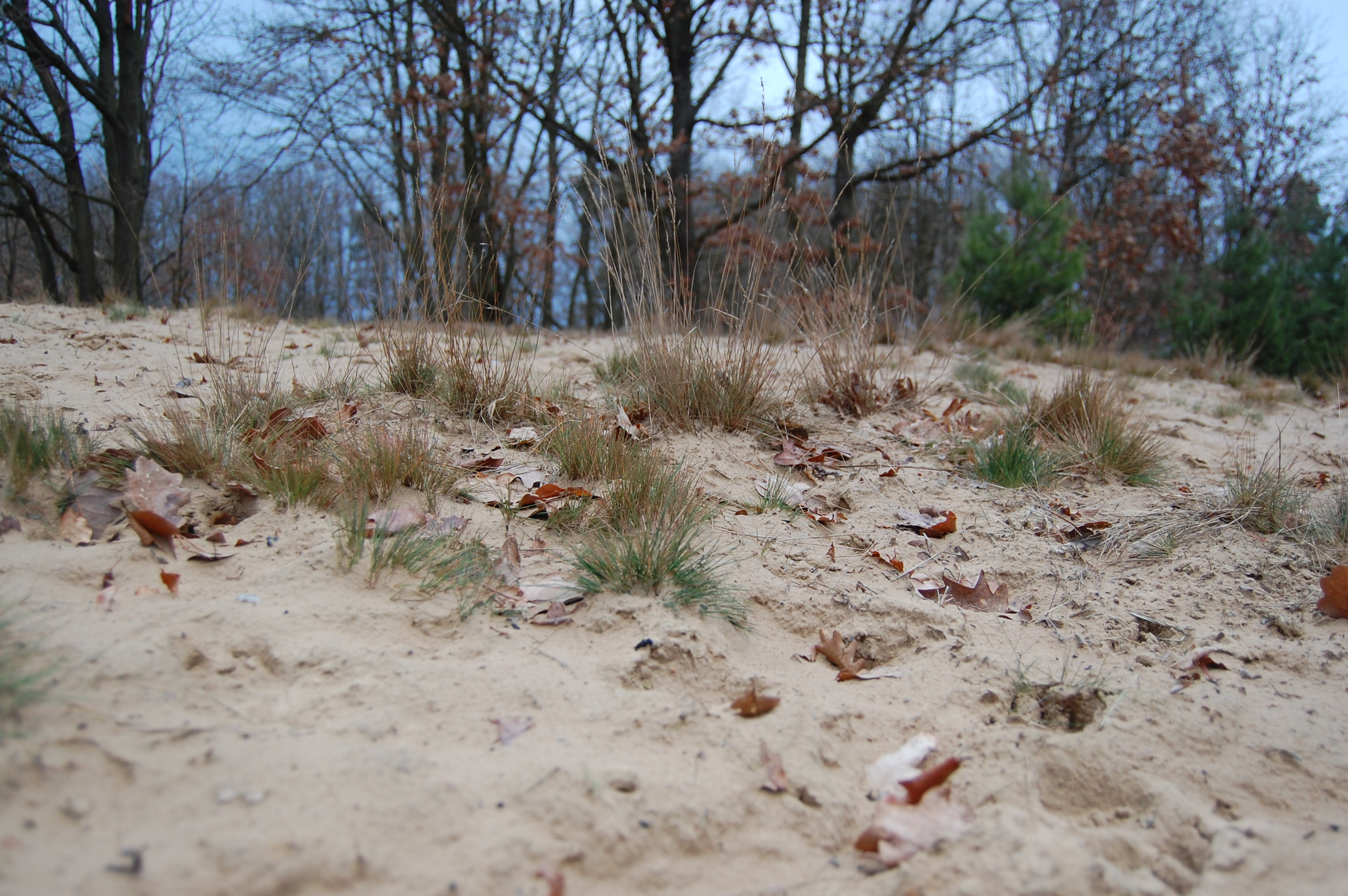
Dünenbewuchs, 2008

Die Baumberge entstanden wie zahlreiche Dünenbildungen in Berlin und Brandenburg nach dem Abschmelzen der Gletscher nach der letzten Eiszeit. Nach dem Verschwinden der Eisdecke und aufgrund der zunächst noch nicht vorhandenen Vegetation waren die unter der Eisschicht liegenden Sandflächen den vor allem aus dem Westen kommenden und sehr starken Winden ungeschützt ausgesetzt. Diese transportierten vor allem aus dem Berliner Urstromtal Staub und Feinsande nach Osten, wo sie Hügel und schließlich Wanderdünen mit Sandhöhen von über 30 Metern über den Talsanden bildeten. Da der Wind aus Westen kam, verlaufen die Dünen grundsätzlich in westöstlicher oder nordwest-südöstlicher Richtung und haben die Form von Parabeln oder sie stellen breite, ungerichtete Sandflächen dar.
Dieser Prozess war in der Späteiszeit vor etwa 12.000 Jahren bereits abgeschlossen, da sich auf den Dünen nach einer Pioniergesellschaft aus befestigenden Gräsern eine schützende Vegetation aus Wacholder, Sanddorn und Weiden bildete (Weiden-Sanddorn-Wacholder-Zeit). Die weitere Wanderung wurde verhindert, zugleich nahm der Sandeinflug mehr und mehr ab. Die Vegetation nahm weiter zu und über einen langen Prozess der Sukzession sind die meisten Dünen mit Ausnahme der Baumberge vollständig mit dem für die Berliner Forste typischen Buchen-Mischwald bewachsen. Die Baumberge entwickelten sich dagegen aufgrund ihrer historischen Nutzung zu einer offenen Düne.

### Boden
Die Mächtigkeit des Dünensandes beträgt wenige Dezimeter bis maximal 20 Meter an den höchsten Dünenpunkten. Die höchste Erhebung der Dünen liegt bei 62 Meter über Normalnull (NN), die niedrigste im Bereich des Lingenpfuhl bei 32 Meter über NN. Es handelt sich um helle Sande mit einem sehr hohen Feinsandanteil (Flugsande), die bis auf wenige Stellen kalkfrei sind. Eingelagert sind humose Streifen fossiler Vegetation sowie die für den Berliner Raum typischen Osteokollen, verkalkte Baumwurzelbahnen.
In den Dünentalbereichen treten feinkörnige Talsande mit carbonathaltigen Schichten und schluffreichen Lehm an die Oberfläche. Durch diese Talsande und den Geschiebelehm ist das gesamte Gebiet unterlagert.

### Klima und Grundwasser
Das Klima des Gebietes entspricht im Wesentlichen dem Klima in Berlin: Die Stadt befindet sich in der gemäßigten Klimazone mit einer durchschnittlichen Jahrestemperatur um 9 °C (am Messpunkt in Berlin-Dahlem 8,9 °C) und einer mittleren jährlichen Niederschlagsmenge von etwa 600 mm. Dabei liegt die Niederschlagsmenge in den Baumbergen wie in den sie umgebenden Forsten durch die Verdunstung in den Wäldern etwas höher als in der Berliner Innenstadt. Die wärmsten Monate sind der Juli und der August mit durchschnittlich 18,5 beziehungsweise 17,7 °C und die kältesten Januar und Februar mit −0,6 beziehungsweise −0,3 °C im Mittel. Der meiste Niederschlag fällt im Juli, der geringste im März.
In den Bereichen um das Lingenpfuhl tritt Grundwasser an die Oberfläche. Da sich die Baumberge allerdings im Bereich des Absenktrichters des Wasserwerkes Tegel befinden, kam es im Gesamtgebiet zu einer Grundwasserabsenkung, die für die Zeit von 1959 bis 1984 mit knapp einem Meter beziffert wurde und als Resultat zu einer Veränderung der Vegetation am Lingenpfuhl von stauwasserabhängigen Großseggen-Gesellschaften zu Gebüsch-Pioniergesellschaften führte.

## Nutzungsgeschichte
Die Entstehung der Siedlung Heiligensee, damals als „Hyelegense“ angelegt, geht auf das frühe 13. Jahrhundert zurück. Die von den askanischen Markgrafen ins Land gerufenen Siedler rodeten weite Bestände der um den Berg liegenden Wälder, um dort Flächen für Felder und Viehweiden zu schaffen. Weitere Areale rodeten sie gezielt, um Heideflächen für die Imker zu gewinnen. Bäume blieben nur auf den Hügeln stehen, sodass sie sich als Berge mit Bäumen, als Baumberge, markant von der waldfreien Umgebung abhoben. So taucht die Bezeichnung „Bumberg“ bereits auf der ältesten bekannten Karte der Feldmark Heiligensee aus dem Jahr 1739 auf. Diese Nutzung ging erst im 19. Jahrhundert wieder zurück und erst um 1875 existierte auf den Baumbergen ein junger Wald, der um 1910 auf Stadtplänen vom restlichen Tegeler Forst nicht unterscheidbar war.
Im Jahr 1928 wurden die Baumberge als Sandentnahmestelle für den Bau der Kremmener Bahn sowie zur teilweisen Trockenlegung des Bumpfuhl genutzt und durch zwei große Waldschneisen erreichbar gemacht. Während des Zweiten Weltkriegs kam es erneut zu großflächigeren Rodungen und nach Kriegsende wurden die Baumberge bis zum Abzug der Truppen 1994 als Truppenübungsplatz der französischen Alliierten genutzt und vor allem durch die Nutzung von Kettenfahrzeugen wurde der Bewuchs durch Bäume verhindert. Auch illegale Motocrossrennen und ähnliche Nutzungen führten dazu, dass die offenen Dünenbereiche unbewachsen blieben.
Die Baumberge sind ein beliebtes Ausflugs- und Erholungsgebiet und werden durch die Nutzung mit Kleinsiedlungen, Spiel- und Müllplätzen sowie dem im Gebiet befindlichen Schullandheim beeinflusst. Diese Nutzung wurde ab 1994 durch Schutzbestrebungen für das Gebiet reduziert, ist allerdings noch vorhanden und wurde teilweise in die Schutzmaßnahmen integriert.

## Flora und Fauna

### Pflanzen und Pflanzengesellschaften
Die offenen Dünenbereiche der Baumberge sind durch Sandheiden und Trockenrasengesellschaften auf nährstoffarmen, überwiegend kalkarmen Sanden geprägt. Diese Pflanzengesellschaften werden als besonders schützenswert betrachtet, wobei die hier anzutreffenden subkontinentalen Blauschillergrasfluren europaweit selten sind.

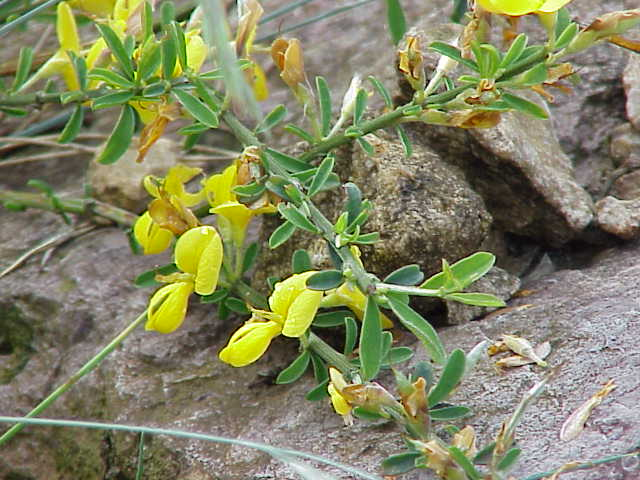
Behaarter Ginster (Genista pilosa)

Die Heidegebiete durch die historisch entstandenen Rodungen sind durch Besenheide (Calluna vulgaris) und Ginsterarten (Genista) wie den Behaarten Ginster (Genista pilosa) gekennzeichnet. Die offenen Sandflächen werden durch die zu den Sauergräser gehörende Sand-Segge (Carex arenaria) bewachsen, die als Pionierpflanze durch ihre meterlangen Ausläufer die gesamte Düne festigt. Dies ermöglicht die Ansiedlung von weiteren Dünenpflanzen wie der Heide-Nelke (Dianthus deltoides), dem Kleinen Habichtskraut (Hieracium pilosella) und der Strand-Grasnelke (Armeria maritima).
Außerdem finden sich offene Grasfluren mit Silbergras (Corynephorus canescens) und Rotem Straußgras (Agrostis capillaris). Die an basenreiche Böden gebundenen Blauschillergrasfluren werden bestimmt durch das namensgebende Blaugrüne Schillergras (Koeleria glauca).

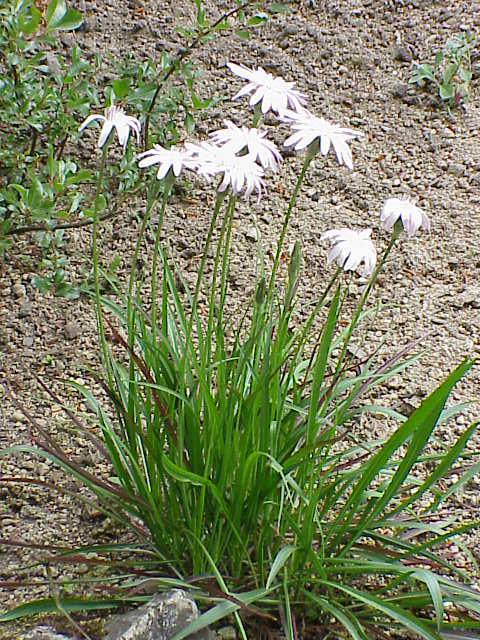
Violette Schwarzwurzel (Scorzonera purpurea)

Seltene Pflanzenarten, die im Land Berlin vom Aussterben bedroht und bundesweit gefährdet sind, sind  die Violette Schwarzwurzel (Scorzonera purpurea), die Graue Skabiose (Scabiosa canescens), die Gewöhnliche (Pulsatilla vulgaris) und die Wiesen-Küchenschelle (Pulsatilla pratensis) und das Grünblütige Leimkraut (Silene chlorantha).
Der Südwestteil der Baumberge ist durch den Lingenpfuhl, einem kleinen Gewässer, geprägt und beherbergt Pflanzengesellschaften feuchter bis nasser Gebiete. Vor allem die Übergangsgebiete zum Dünenrand und zu den überwachsenen Dünenanteilen sind mit den für den Tegeler Forst typischen Kiefern sowie Trauben- (Quercus petraea) und Stieleichen (Quercus robur) bewaldet.

### Tiere

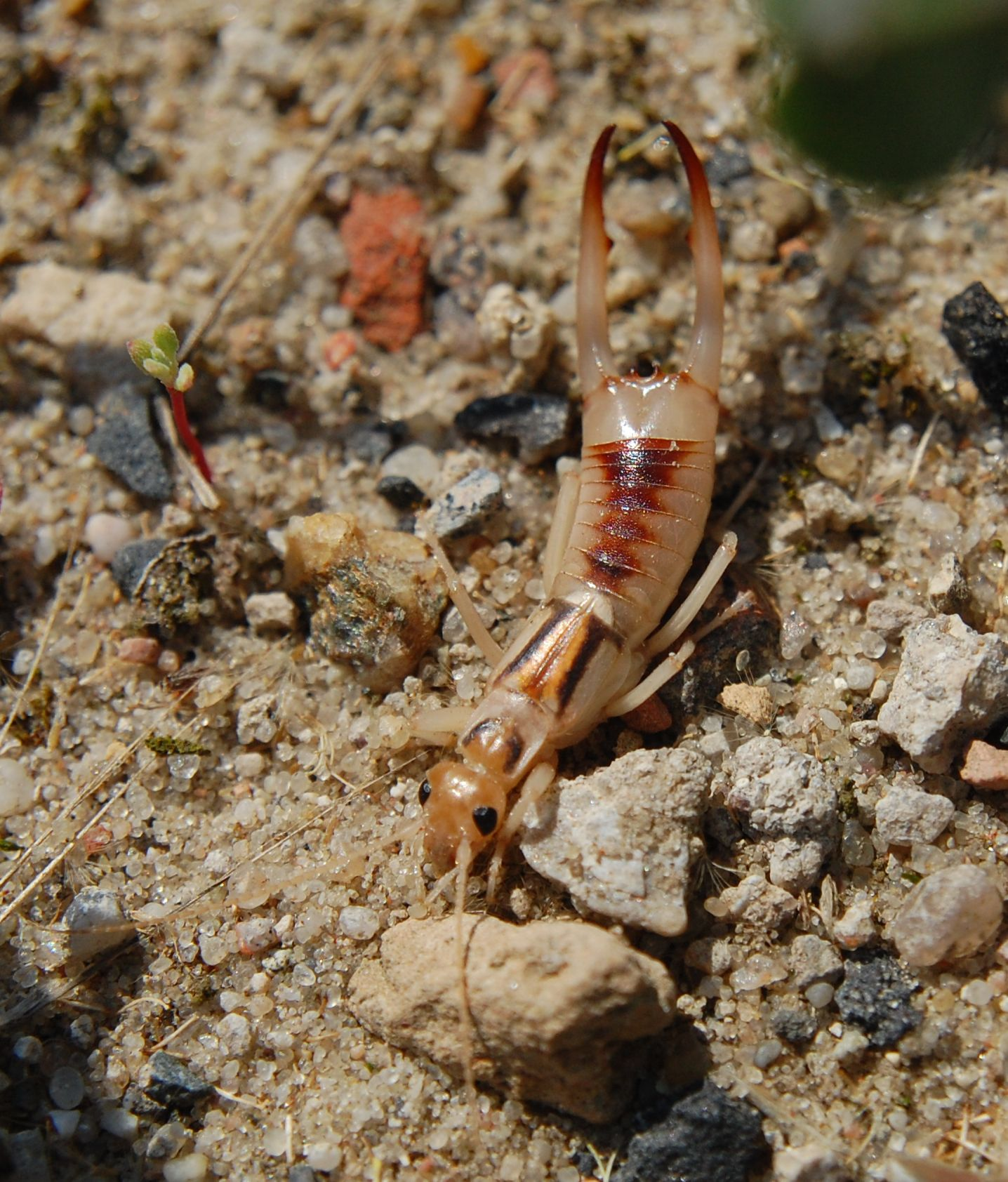
Sandohrwurm (Labidura riparia)

Unter den Tieren sind zahlreiche Insekten und andere Wirbellose erwähnenswert, die als xerothermophile Arten besonders trockene und warme Lebensräume bevorzugen. So findet sich eine reiche Fauna mit stenöken Laufkäfern, Webspinnen, Heuschrecken, Schmetterlingen und Stechimmen. Zu den besonders gut angepassten Arten der Düne gehören der Sandohrwurm (Labidura riparia) und der Dünen-Sandlaufkäfer (Cicindela hybrida). Unter den Heuschrecken ist der bundesweit vom Aussterben bedrohte Kiesbankgrashüpfer (Chorthippus pullus) nennenswert. Zudem sind in dem Gebiet alle drei im Berliner Raum heimischen Ameisenjungfern in den Baumbergen anzutreffen, darunter die Dünen-Ameisenjungfer (Myrmeleon bore), die nur am Windmühlenberg in Gatow sowie in der Fichtewiese am nördlichen Rand des Spandauer Forstes nachgewiesen wurde.
Geschützte Wirbeltierarten des Schutzgebietes sind die Zauneidechse (Lacerta agilis) in den trockenen Lebensräumen und die Knoblauchkröte (Pelobates fucsus) im Bereich des Lingenpfuhls. Das Artenspektrum der Vögel und Säugetiere entspricht aufgrund der geringen Größe des Sanddünengebietes dem des Tegeler Forstes und anderer Waldgebiete Berlins, die die Baumberge als offene Struktur ihres Lebensraumes nutzen.

## Naturschutzgebiet
Neben der Binnendüne Baumberge gibt es mit dem Wilhelmshagen-Woltersdorfer Dünenzug noch eine weitere Binnendüne in Berlin mit offenen Dünenbereichen und Trockenrasengesellschaften auf nährstoffarmen, überwiegend kalkarmen Sanden. Dadurch wurden die Baumberge als Schutzgebiet der europäischen Fauna-Flora-Habitat-Richtlinie und Bestandteil des länderübergreifenden Schutzgebietssystems Natura 2000 anerkannt.
Als besonders schützenswerte Pflanzengesellschaften (Anhang I der FFH-Richtlinie) werden dabei genannt:
- 2310 Sandheiden mit Calluna und Genista
- 2330 Dünen mit offenen Grasfluren aus Corynephorus und Agrostis
- 6120 Subkontinentale Blauschillergrasfluren
- 9190 Alte bodensaure Eichenwälder auf Sandebenen

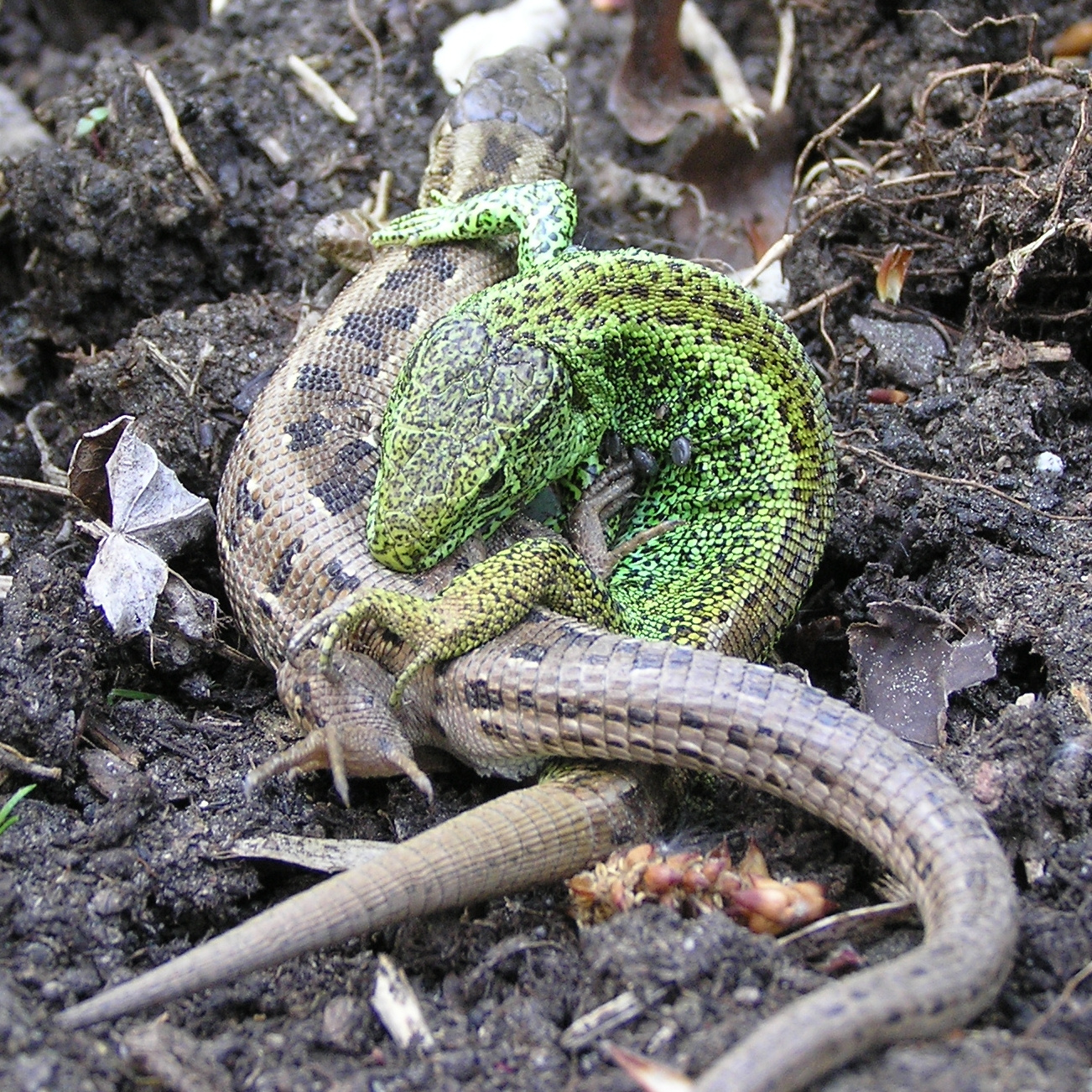
Zauneidechsen bei der Paarung

Besonders der Schutz der Subkontinentalen Blauschillergrasfluren wird als prioritär eingestuft. Als besonders schützenswerte Arten des Gebiets gelten nach Anhang IV die Zauneidechse (Lacerta agilis) und die Knoblauchkröte (Pelobates fucsus). 
Durch die Nutzung der Baumberge als Naherholungsgebiet kam es bis 1994 zu einem starken Rückgang der xerothermophilen wirbellosen Tierarten und die schützenswerten Pflanzenarten waren nur noch in Restbeständen vorhanden. Besonders stark war der Verlust der besonders schützenswerten und seltenen Silbergrasfluren und Zwergstrauchheiden durch Flugsand und die zunehmende Eutrophierung des Geländes durch Überdüngung. Letzteres führte dazu, dass in den Randbereichen Sandtrockenrasen in stickstoffliebende Krautfluren umgewandelt wurden.
Als Schutzziele werden von amtlicher Seite entsprechend folgende Punkte definiert:
- der Erhalt der offenen Dünenstandorte als Lebensraum für die Blauschillergrasrasen, Heide- und Grasnelkenfluren, Silbergras-Sandtrockenrasen, Zwergstrauchheiden aus Besenheide und Ginster sowie deren Förderung durch gezieltes Zurückdrängen der Sukzession und Verhinderung von Übernutzung,
- die Förderung und Entwicklung lockerer Wald-Kiefernbestände auf xerothermen Standorten mit an Trockenrasenarten reicher Bodenvegetation sowie
- der Erhalt und die Entwicklung bodensaurer Eichenwälder auf Sandebenen, sofern sie nicht in Konkurrenz zu offenen Dünenstandorten treten.

Um die natürliche Sukzession der offenen Dünenbereiche und ein entsprechendes Zuwachsen zu verhindern, müssen in regelmäßigen Abständen Gehölze entfernt werden. Diese Sukzession beginnt durch größere Fluren von Land-Reitgras (Calamagrostis epigejos) sowie Pioniergehölze wie die Zitter-Pappel (Populus tremula), die Robinie (Robinia pseudoacacia) und die für den umgebenden Wald typischen Kiefern, die die Trockenspezialisten verdrängen. Auch das Betreten und die fortgesetzte Nutzung als Naherholungsgebiet soll die Dünenbereiche offenhalten, wobei besonders geschützte Bereiche durch Barrieren abgegrenzt sind.